# Piraeus Bank
Die Piräus Bank (griechisch Τράπεζα Πειραιώς, Trapeza Pireos, engl. Piraeus Bank) ist eines der größeren Kreditinstitute Griechenlands. Das Unternehmen mit Sitz in Athen ist als Universalbank tätig und unterhält bedeutende Tochtergesellschaften in Südosteuropa, unterhält aber auch kleinere Aktivitäten in anderen Branchen wie dem Leasinggeschäft.
Die 1916 gegründete Bank wurde 1975 vom Staat übernommen und 1991 privatisiert. Sie entwickelte sich von einer Spezialbank der Schifffahrt zu einer privatwirtschaftlichen Großbank.
Das Unternehmen ist im Athex Composite Share Price Index an der Athener Börse gelistet.

## Geschichte
Die Bank wurde 1916 von Reedern als Banque du Pirée als Handelsbank gegründet. Zwischen 1969 und 1974 wurde das von
Sir Basil Spence entworfene Gebäude der Bank an der Athener Stadionstraße errichtet. Dem Bau eilten einige Proteste von Kunsthistorikern voraus, da ein gründerzeitliches Geschäftshaus abgerissen worden war. Unter staatlicher Führung wurde die Hausbank griechischer Reeder zu einer Universalbank ausgebaut. 1991 wurde die Bank privatisiert.

### Expansion in Griechenland

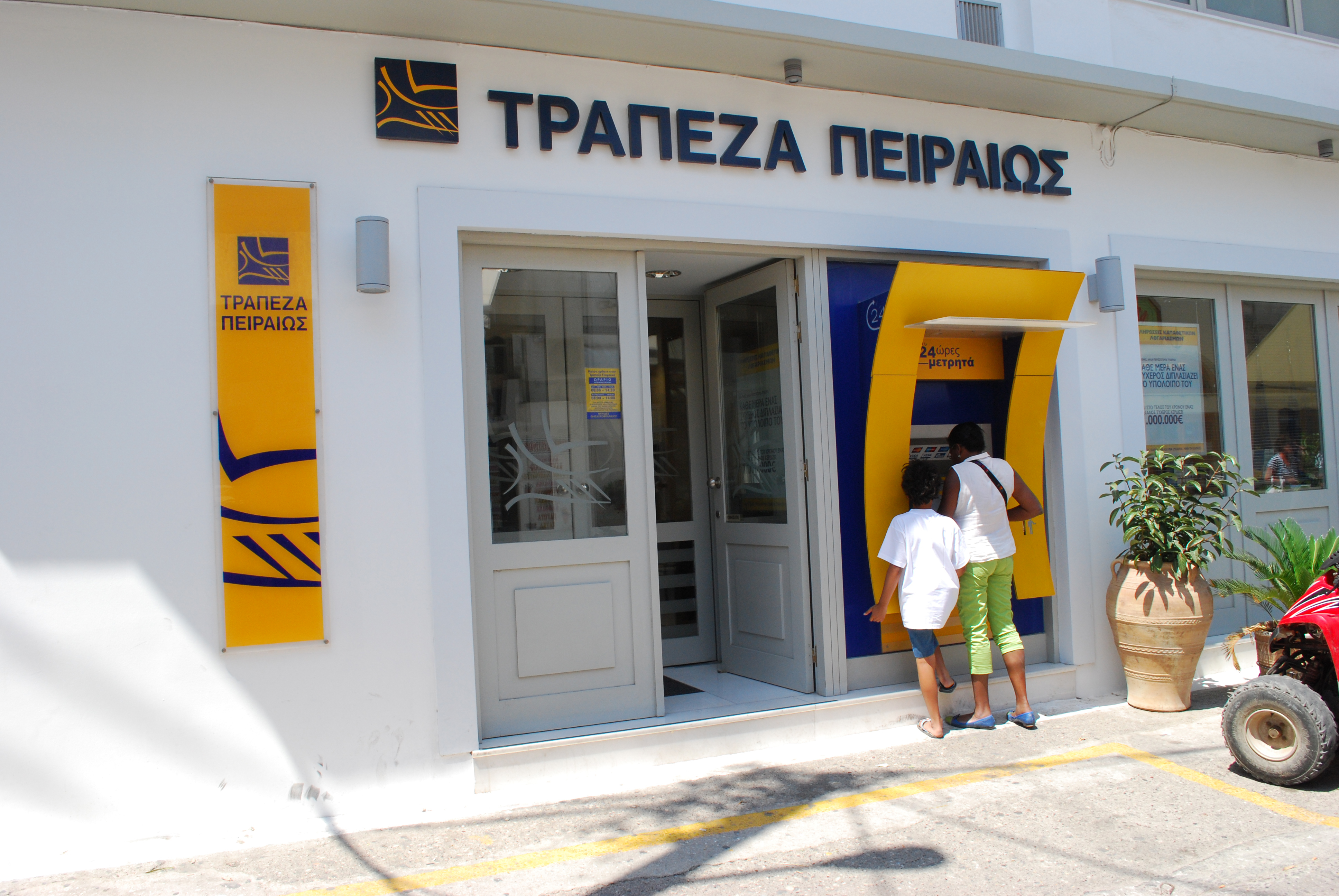
Eine Filiale auf der griechischen Insel Spetses

Die 1990er Jahre sind von der Übernahme kleinerer Filialnetze gekennzeichnet sowie von dem Ausbau eines Filialnetzes in Südosteuropa. Übernommen wurden in Griechenland die kleinen Filialnetze und Dependancen der Crédit Lyonnais, Chase Manhattan Bank und der National Westminster Bank. Es folgten die Übernahme von 37 Prozent der Macedonia-Thrace Bank von der National Bank of Greece, Übernahme von 35 Prozent der Xios Bank und Übernahme von 58 Prozent der ehemals staatlichen ETBA Bank (Griechische Industrie-Entwicklungsbank).

### Internationalisierung

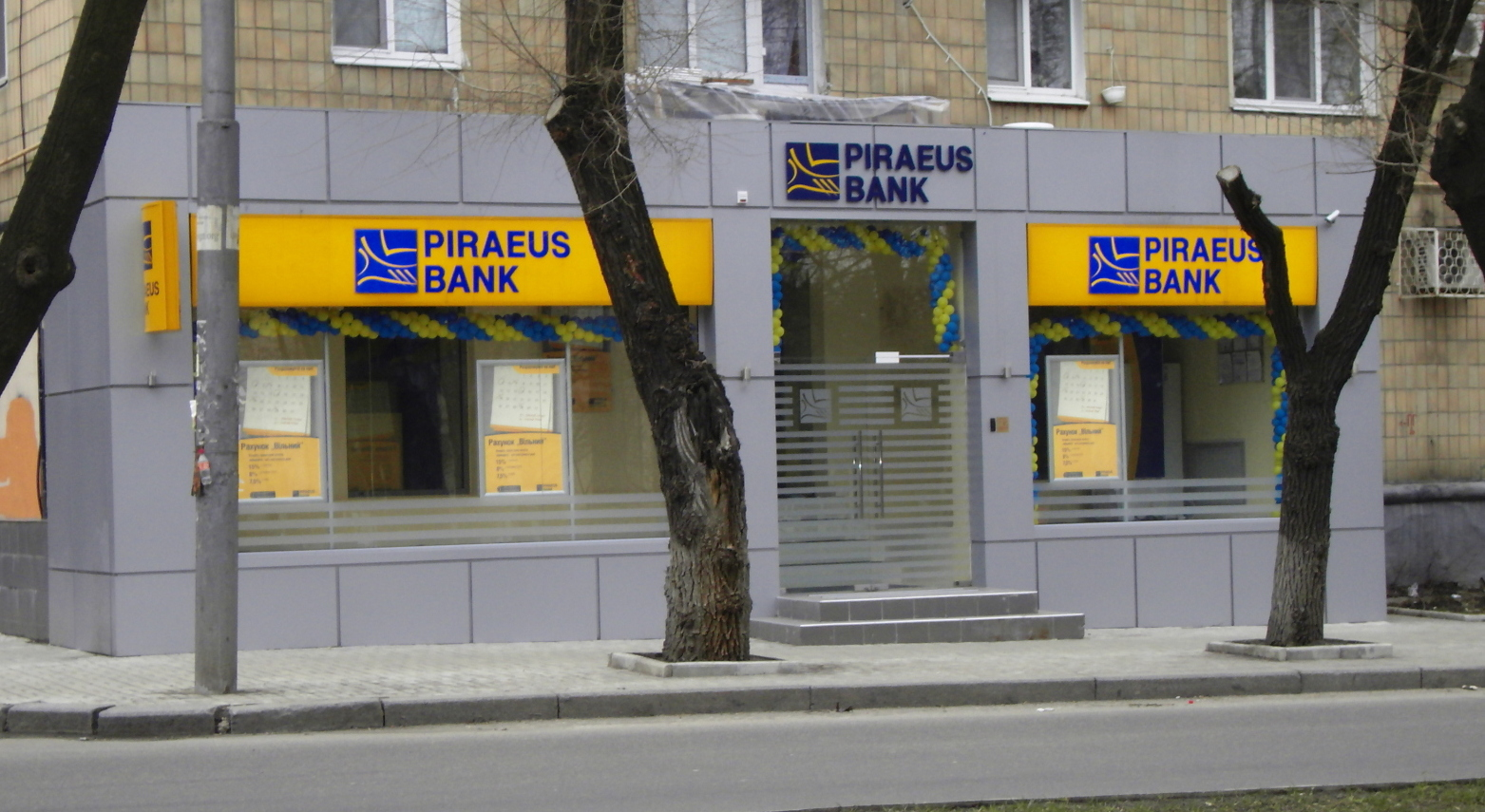
Eine Filiale in Donezk, Ukraine

Die Expansion umfasste 1995 die Gründung der Piraeus Bank Romania und 1996 die Piraeus Bank Albania als erste privatwirtschaftliche Bank in Albanien. Sie unterhält heute 35 Filialen. 1999 wurde von der Xios-Bank eine Dependance in Sofia, Bulgarien übernommen und die Spartenbank Marathon National Bank of Astoria in New York City übernommen. 2000 wurden die Pater Bank in Rumänien übernommen, die als Tochtergesellschaft der Budapest Bank zuvor vor allem die ungarische Minderheit betreute. 2005 wurde die serbische Atlas Bank (heute: Piraeus Bank Beograd) und die Egyptian Commercial Bank (heute: Piraeus Bank Egypt) übernommen. Es folgten 2007 die Übernahmen der Arab Bank Cyprus (heute: Piraeus Bank Cyprus) und 99,6 Prozent des Aktienkapitals der International Commerce Bank in der Ukraine (seit 2008: Bank of Piraeus ICB).

### Im Sog der Griechischen Finanzkrise
Auch die Piraeus Bank wurde durch die griechischen Finanzkrise getroffen. Die Marathon Bank in New York wurde an das Finanzunternehmen  U.S. Bancorp veräußert, mit dem Erlös wurden Teile der ATEbank übernommen, sowie die Geniki Bank. Ebenso übernahm die Piraeus Bank die griechischen Einlagen, Kredite sowie die Filialen und Tochtergesellschaften der zypriotischen Bank of Cyprus, Cyprus Popular Bank und Hellenic Bank. 2013 fanden Verhandlungen über den Erwerb der als NovaBank/Millenium firmierenden griechischen Tochtergesellschaft der portugiesischen Millennium BCP statt, die zu deren Übernahme führten.

## Zahlen
Die Piräus Bank-Gruppe hatte Ende September 2008 355 Filialen in Griechenland und 513 Filialen im Ausland. Ihre Bilanzsumme betrug 52.859 Millionen Euro, Kundeneinlagen von 31.597 Millionen Euro und Darlehenssumme von 38.936 Millionen Euro.
Die Bank unterhält Repräsentanzen in New York, London und Moskau; die Filialnetze im Ausland umfassen unter anderem:
- 80 Filialen in Rumänien
- 84 Filialen in Bulgarien
- 38 Filialen in Albanien
- 38 Filialen in Serbien
- 54 Filialen in Ägypten.

## Tochtergesellschaften im Ausland (Auswahl)

### Ägypten
Die Bank wurde 1978 als Alexandria Kuwait International Bank gegründet und 1997 in Egyptian Commercial Bank umbenannt.
Im Juni 2005 wird die Egyptian Commercial Bank in Ägypten übernommen (heutiger Anteil 95,35 Prozent) und in Piraeus Bank Egypt S.A.E. umbenannt. Ende Juni 2008 wurde ein Vermögen von 1.668 Millionen Euro von 1.312 Beschäftigten in 54 Filialen verwaltet. Mohamed Gamal Moharam ist Chairman und CEO.

### Bulgarien
Die Bank startete im Jahre 1993 in Bulgarien. Anfang 2005 wurde die Eurobank in Bulgarien übernommen. Die Übernahme dauerte bis März 2006. Im Jahre 2006 wurden die Piräus Bank und die Eurobank verschmolzen und zur Piraeus Bank Bulgaria AD umbenannt.
Bis Mitte 2007 wurden das Privatkundengeschäft von der ING Bank Bulgaria übernommen. Auch das Leasinggeschäft Dirent wurde von der ING Bank übernommen und in Piraeus Best Leasing umbenannt.
Ende Juni 2007 verwaltet die Bank ein Vermögen von 2.211 Millionen Euro mit 984 Beschäftigten in 84 Filialen. Die Bank hat einen Marktanteil von 7,5 Prozent der inländischen Vermögen.
Sie hat folgende Tochterunternehmen:
- Bulfina – Real Estate Brokerage
- Piraeus Leasing Bulgaria
- Piraeus Auto Leasing Bulgaria – gegründet im März 2005
- Piraeus Insurance Brokerage – gegründet im Juni 2006
- Piraeus Best Leasing (ehemals Dirent – übernommen 2007)

### Ukraine
Im Jahre 2007 hat die Piräus Bank eine Mehrheit an der OJSC International Commerce Bank der Ukraine übernommen. Am 13. September 2007 erklärte sie, einen Anteil von 99,6 Prozent der Aktien übernommen zu haben. Anfang 2008 wurde die International Commerce Bank in Piraeus Bank ICB umbenannt.
Die Piräus Bank ICB ist in 11 der 24 Regionen der Ukraine vertreten. Die Bilanzsumme beträgt 2.346 Millionen UAH (ca. 224,28 Millionen Euro), Einlagen von Privatpersonen 312 Millionen UAH (ca. 29,83 Mio. Euro), Kreditvolumen 1.995 Millionen UAH (ca. 190,36 Mio. Euro) und das Finanzergebnis 20,2 Millionen UAH (ca. 1,93 Millionen Euro) (Werte zum 1. November 2008).

### Marathon Bank (bis Juni 2012)
Im Jahre 1999 wurde die Marathon National Bank of Astoria übernommen. Die Marathon Bank wurde im Jahre 1989 zunächst für griechische Einwanderer in Astoria, einem Stadtteil von Queens in New York City gegründet. Im Januar 2004 wurde die Interbank New York mit 5 Filialen, vor allem in den Stadtteilen Brooklyn, Queens und Manhattan (Park Avenue) übernommen. Beide Banken wurden zur Marathon Bank verschmolzen. Im Herbst 2005 kam eine erste Filiale in Fort Lee (New Jersey) hinzu.
Die Marathon Bank New York verwaltete Ende Juni 2008 ein Vermögen von 536 Millionen Euro mit 168 Beschäftigten in 14 Filialen. Zur Finanzierung der Übernahme griechischer Banken wurde im Juni 2012 die Marathon-Bank an das Finanzunternehmen U.S. Bancorp verkauft.

## Weitere Aktivitäten

### Finanzierung und Leasing
Neben dem traditionellen Bankgeschäft wurden auch weitere Aktivitäten ausgebaut: Die Piräus Bank engagiert sich im Retail Banking, in der Finanzierung von kleinen und mittleren Unternehmen (KMU), auf Kapitalmärkten, im Investment Banking, im Leasinggeschäft, im Immobiliengeschäft und bei der Finanzierung der Schifffahrt.
2002 begann eine strategische Allianz mit der niederländischen ING Groep, 2006 folgte die Gründung des gemeinsamen Versicherungsunternehmens ING-Piraeus. Im Jahre 2007 übernahm die Piräus Bank 100 Prozent der Autovermietung Avis Rent A Car in Griechenland für 25,5 Millionen Euro. Durch den Einstieg ins Mietwagengeschäft sollten sich erhebliche Synergieeffekte mit der Leasing Tochtergesellschaft Piräus Leasing ergeben, in dem eine Fahrzeugflotte im Werte von 200 Millionen Euro übernommen wurde.

### Die Kulturstiftung
Die Piraeus Bank Group Cultural Foundation (PIOP) ist die Kulturstiftung der Bank. Neben eigenen Aktivitäten werden auch fremde Projekte unterstützt. Der Sitz der Stiftung befindet sich in der Athener Plaka in einem Gebäude, das in der Regierungszeit König Ottos errichtet wurde. Die Stiftung betreut auch das Historische Archiv der Piräus Bank.
2012 wurde die Stiftung mit dem Europa-Nostra-Preis ausgezeichnet.